# Edward Łańcucki
Edward Ignacy Łańcucki (ur. 11 września 1924 w Skałacie, zm. 29 września 2020 w Warszawie) – generał brygady Wojska Polskiego, doktor nauk wojskowych.

## Życiorys
Był synem Augustyna i Katarzyny ze Świdzińskich. Ojciec, podczas I wojny światowej żołnierz Legionów Polskich, został w październiku 1940 aresztowany i wywieziony na Syberię. W 1942 uciekł z zesłania i dotarł do organizującej się Armii Polskiej w ZSRR pod dowództwem gen. Władysława Andersa i potem w składzie II Korpusu Polskiego, w stopniu plutonowego, pełnił służbę aż do rozwiązania korpusu. Po wojnie nie wrócił do Polski i zmarł w 1956 pod Londynem. 
Do 1940 Edward Łańcucki ukończył osiem klas radzieckiej szkoły 10-letniej. W 1940 jego rodzina nie została wywieziona na Syberię i ukrywała się. W czasie okupacji niemieckiej wraz z bratem Janem pracował na kolei, należąc do lokalnej komórki Armii Krajowej i biorąc potem udział w Akcji „Burza”. 3 marca 1944 ochotniczo wstąpił w Skałacie do służby w ludowym Wojsku Polskim, ukończył szkołę podoficerską wojsk pancernych w Ulianowsku nad Wołgą i w stopniu sierżanta jako dowódca czołgu przeszedł szlak bojowy 1 Drezdeńskiego Korpusu Pancernego. Brał udział w operacji budziszyńsko-praskiej w składzie 2 Brygady Pancernej na stanowisku dowódcy czołgu T-34. 
Po wojnie został skierowany do Oficerskiej Szkoły Wojsk Pancernych w Modlinie, którą ukończył w 1945 i został promowany na stopień podporucznika w korpusie oficerów wojsk pancernych. W latach 1946–1948 dowodził plutonem i kompanią czołgów w Żarach i w Żaganiu. W tym czasie ukończył wieczorowo liceum ogólnokształcące. W 1949 na własną prośbę został przeniesiony do Gdańska na stanowisko pomocnika szefa wydziału operacyjnego w sztabie 1 Korpusu Pancernego. Podjął również studia wieczorowe na Wydziale Budowy Okrętów Politechniki Gdańskiej, których jednak nie ukończył ze względu na pobyt ojca za granicą. Przez wiele lat (1953–1965) służył w Akademii Sztabu Generalnego WP na stanowisku wykładowcy. Równocześnie ukończył Akademię w trybie zaocznym w 1957 roku. W 1965 uzyskał stopień doktora nauk wojskowych, awansując w międzyczasie do stopnia podpułkownika. Następnie był szefem sztabu 16 Dywizji Pancernej (1965–1969). Awans na stopień generała brygady otrzymał w październiku 1970 już jako dowódca 16 Dywizji Pancernej w Elblągu (dywizją dowodził w latach 1969–1971). Akt nominacyjny otrzymał 10 października 1970 w Belwederze z rąk przewodniczącego Rady Państwa PRL marszałka Polski Mariana Spychalskiego. Dwa miesiące później, dowodząc 16 Kaszubską Dywizją Pancerną brał udział w pacyfikacji rewolty robotniczej na Wybrzeżu w grudniu 1970.
W następnych latach był szefem Zarządu Szkolenia Bojowego – zastępcą Szefa Inspektoratu Szkolenia MON (1971–1980) oraz przedstawicielem PRL w Międzynarodowej Komisji Kontroli i Nadzoru w Korei w randze ministra pełnomocnego (1980–1981). 
W pierwszych dniach stanu wojennego w Polsce został pełnomocnikiem Komitetu Obrony Kraju – komisarzem wojskowym w Ministerstwie Handlu Zagranicznego, jednak już po tygodniu został odwołany z tej funkcji. Przez kolejne 4 lata służby pozostawał w dyspozycji MON. 
10 września 1985 został przeniesiony w stan spoczynku, pożegnany przez ministra obrony narodowej gen. armii Floriana Siwickiego.
W 1983 był założycielem, a następnie prezesem Ogólnopolskiego Klubu Kombatantów 1 Drezdeńskiego Korpusu Pancernego.
Od 1995 zasiadał na ławie oskarżonych w procesie o sprawstwo masakry robotniczej na Wybrzeżu w grudniu 1970. Z powodu złego stanu zdrowia został wyłączony z postępowania sądowego.
Odznaczony był m.in. Krzyżem Srebrnym Orderu Virtuti Militari, Krzyżem Komandorskim Orderu Odrodzenia Polski (1973), Krzyżem Oficerskim Orderu Odrodzenia Polski tego Orderu (1965), Krzyżem Armii Krajowej (1983), Złotymi Medalami: „Siły Zbrojne w Służbie Ojczyzny” (1968) i „Za zasługi dla obronności kraju”u (1976), Złotą odznaką „Zasłużony Działacz Kultury Fizycznej” (1974), Orderem Czerwonego Sztandaru (Czechosłowacja, 1970), Orderem Wojny Ojczyźnianej I stopnia (ZSRR, 1968) oraz wieloma innymi odznaczeniami.
Zmarł 29 września 2020. Został pochowany na cmentarzu w Rembertowie.

## Działalność agenturalna
Według materiałów zgromadzonych w archiwum Instytutu Pamięci Narodowej był w latach 1952–1974 tajnym współpracownikiem (informatorem) Informacji Wojskowej oraz Wojskowej Służby Wewnętrznej o pseudonimie „August”.

## Życie prywatne
Jego zainteresowaniem była praca publicystyczna i społeczna. Mieszkał w Warszawie. Był żonaty, miał dwie córki.